# Ernst Lehrs
Ernst Lehrs (* 30. Juli 1894 in Berlin; † 31. Dezember 1979 in Eckwälden) war ein deutscher Anthroposoph, der als Waldorflehrer, Vortragsredner und Schriftsteller tätig war.

## Leben
Ernst Lehrs wurde 1894 als Sohn assimilierter jüdisch-protestantischer Eltern in Berlin geboren. Er meldete sich zu Beginn des Ersten Weltkriegs als Kriegsfreiwilliger. Nach Kriegsende studierte er Naturwissenschaften und schloss 1923 mit der Promotion ab.
Zusammen mit einem Freundeskreis von Studenten entdeckte er 1920 die Anthroposophie und hatte mehrere persönliche Begegnungen mit Rudolf Steiner. Die Ideen und Gedanken dieser jungen Menschen wurden von Rudolf Steiner sehr begrüßt, und er ging auf ihre Wünsche und Bestrebungen verschiedentlich ein. So lernte er seine naturwissenschaftliche Ausbildung mit der Denkweise Goethes zu verbinden, das seine weitere Forschungsarbeit bestimmte. Der Esoterische Jugendkreis 1922, zusammen mit anderen jungen Menschen gegründet, ging wesentlich auf seine und Wilhelm Raths Initiative zurück.
Nach Abschluss seines Studiums wurde er als Oberstufenlehrer an die Freie Waldorfschule in Stuttgart berufen und wurde so Pädagoge – zuerst von Schülern und später in der Erwachsenenbildung. Durch die Machtübernahme der Nationalsozialisten emigrierte er 1935 zunächst in die Niederlande, wo er an einer Waldorfschule unterrichtete, dann nach Großbritannien. Während seiner Internierung dort begegnete er 1940 Karl König.  Sein bekanntestes Buch, Mensch und Materie, ist dort als „Man or Matter“ erschienen.
Eine enge Freundschaft verband ihn seit Beginn seines anthroposophischen Werdeganges mit der Philosophin und engen Mitarbeiterin Rudolf Steiners, Maria Röschl, die er mit der Einrichtung der Jugendsektion am Goetheanum beauftragt hatte. 1939 heirateten sie in England. Ihr gemeinsames Anliegen blieb  die Jugend und deren Wege zu einem prinzipiell sinnvollen Leben in einer materialistisch-technisch geprägten Zeit. 1952 kehrten sie beide nach Deutschland zurück und er wirkte als Dozent am neu gegründeten Seminar für anthroposophische Heilpädagogik in Eckwälden, wo er bis zu seinem Tod 1979 lebte.

## Werke
- Man or Matter, London 1951; deutsch: Mensch und Materie. Klostermann, Frankfurt am Main 1953, 3. A. 1987, ISBN 3-465-00285-7
- Der rosenkreuzerische Impuls im Leben und Werk von Joachim Jungius und Thomas Traherne. Freies Geistesleben (Studien und Versuche 5), Stuttgart 1962
- Vom Geist der Sinne. Zur Diätetik des Wahrnehmens. Klostermann, Frankfurt am Main 1973, 3. A. 1994, ISBN 3-465-02651-9
- Spiritual Science, Electricity and Michael Faraday, London 1975
- Rosicrucian Foundations of the Age of Natural Science, Spring Valley 1976
- Gelebte Erwartung. Mellinger, Stuttgart 1979, ISBN 3-88069-088-X